# Elektrociepłownia Szombierki

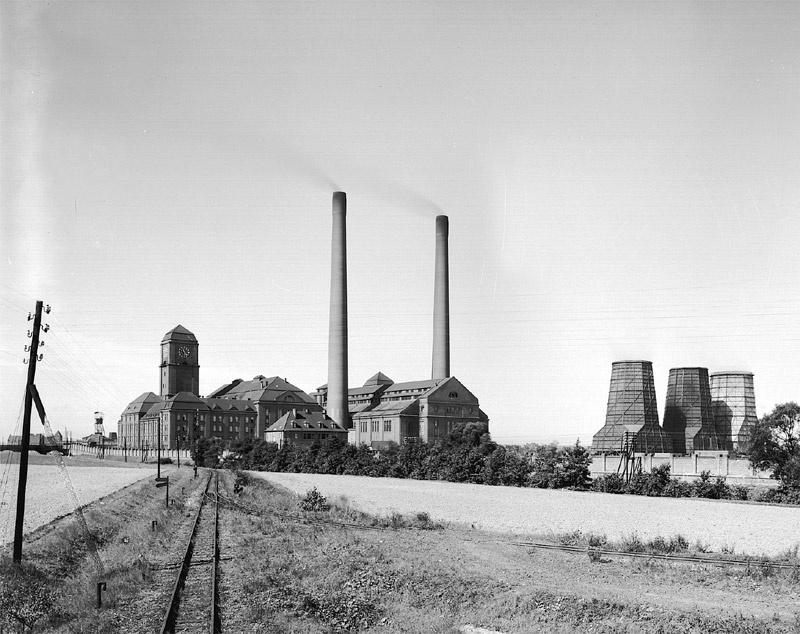
Elektrownia Bobrek po wybudowaniu

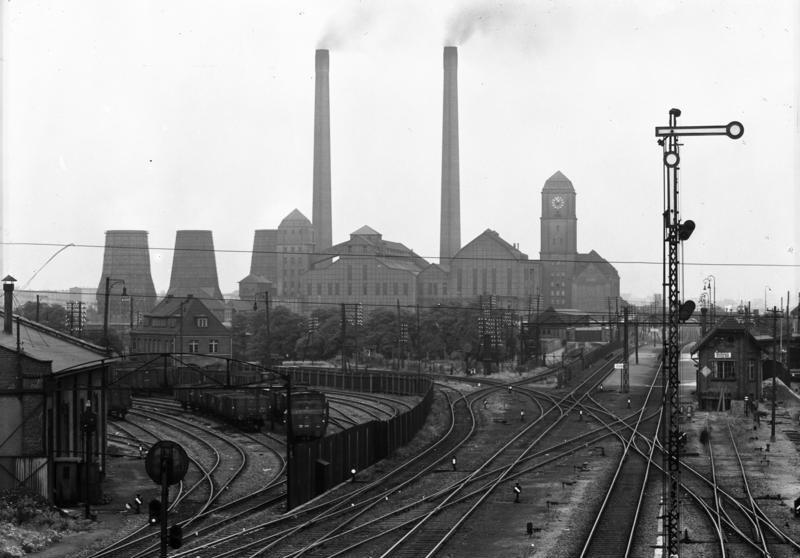
Elektrownia Bobrek widziana z wiaduktu w Bobrku, lata 30.

Elektrociepłownia Szombierki (niem. Kraftwerk Oberschlesien, Kraftwerk Bobrek, dawniej elektrownia Bobrek) – zespół zabudowy dawnej elektrowni Bobrek z 1920 w Bytomiu czynnej do 2011 roku, wpisany do rejestru zabytków nieruchomych województwa śląskiego.
W skład zabytkowego kompleksu położonego w dzielnicy Szombierki, o powierzchni około 17,88 ha wchodzą: kotłownia, pompownia, maszynownia, rozdzielnia prądu, wieża wodna „Zegarowa”, wieża węglowa, trzy kominy fabryczne, budynek zarządu, wartownia wraz z otoczeniem. Razem z Elektrociepłownią Miechowice tworzył Zespół Elektrociepłowni Bytom. Obecnie obiekt znajduje się na Szlaku Zabytków Techniki Województwa Śląskiego a jego właścicielem od 2022.08.03. jest Grupa ARCHE.

## Historia
Budowę elektrowni Bobrek rozpoczęto po zakończeniu I wojny światowej, jednak pierwsze zane rysunki projektowe pochodzą z 1917 r. Początkowo zakład planowany był jako fabryka prochu, może o tym świadczyć solidna i potężna konstrukcja, typowa dla budowli o charakterze militarnym, jednak ze względu na zapotrzebowanie na wykorzystanie węgla odpadowego z należącej do spółki kopali Bobrek i Szombierki obiekt zaadaptowano dla potrzeb elektrowni. Inwestorem była niemiecka spółka Schaffgotsch Bergwerksgesellschaft GmbH należąca wówczas do Joanny Gryzik głównej spadkobierczyni majątku po Karolu Goduli i jej męża Hansa Ulryka Schaffgotscha. Obiekt zlokalizowano pomiędzy torami tworzącymi wspólnie kształt trójkąta. W przypadku obrony elektrowni, miały tam stanąć pociągi pancerne, które miały utrudnić zdobycie strategicznego obiektu. Cały kompleks budynków zaprojektowali sławni architekci, Emil i Georg Zillmannowie. W obiekcie znalazły się także lampy projektu Petra Berensa.
Elektrownię otwarto 29 listopada 1920. Pierwszymi urządzeniami, które rozpoczęły pracę, były cztery kotły typu Babcock i turbozespół WUMAG o mocy 12,8 MW. W następnych latach uruchomiono 19 kotłów typu Steinmiller, Babcock & Wilcox i Babcock, a także cztery turbozespoły WUMAG i GMA WUMAG. W 1925 roku na wieży elektrowni zamontowano czterostronny zegar marki Siemens und Halske, sprzężony z 54 zegarami działającymi w zakładzie. Podczas najlepszego okresu w historii „Szombierek” – ok. 1930 r. – w zakładzie pracowało ponad 900 osób. Była to wówczas jedna z największych elektrowni w Europie. W 1937 roku wzniesiono najwyższy z trzech kominów elektrowni o wysokości 120 metrów, natomiast w latach 1939–1944 osiągnęła maksymalną moc 100 MW.
Elektrownia Szombierki była jednym z pierwszych zakładów, które po wkroczeniu Armii Czerwonej do Bytomia w 1945 r. rozpoczęły działalność. Jest to zasługa pracowników, którzy pomimo ewakuacji większości kierownictwa doprowadzili do rozruchu. W tym samym roku oddziały Armii Czerwonej zdemontowały część urządzeń i wywiozły je w głąb Rosji. Trafiły tam trzy kotły, jeden turbozespół i dwa transformatory sprzęgłowe. 15 maja 1945 roku zakład został przekazany władzom polskim. Zostały w nim cztery turbozespoły i 20 kotłów, co pozwalało na osiągnięcie mocy 70 MW.
W latach 1947–1948 zamontowano 3 kotły typu La Mont oraz dwa turbozespoły typu Skoda-35 MW i I Brneńska. Dzięki temu w 1955 roku osiągnięto moc 108 MW. „Szombierki” były wtedy jedną z największych elektrowni w kraju.
W latach siedemdziesiątych przekształcono „Szombierki” z elektrowni kondensacyjnej w elektrociepłownię. W związku z tym rozbudowano technologiczne układy ciepłownicze, oddano do użytku m.in. wymienniki ciepła, rurociągi magistrali „północnej” i „południowej”. W 1974 roku uruchomiono kocioł wodny WR-25 i poszerzono układ wymienników ciepła do mocy 106 MW (ostatecznie 158 MW). W 1987 roku doprowadzono do Zakładów Gumowych Górnictwa w Łagiewnikach specjalny rurociąg, za pomocą którego dostarczane było ciepło w postaci pary. W 1992 roku wycofano stare kotły rusztowe z okresu międzywojennego i uruchomiono nowy kocioł OR-32. W 1993 roku został powołany do życia ZEC Bytom S.A. oraz ukończono budowę „Magistrali spinającej” EC Szombierki z Elektrociepłownią Miechowice, która połączyła oba zakłady rurociągami ciepłowniczym i parowym. W latach 1995–1998 EC Szombierki zakończyło wytwarzanie energii elektrycznej. Później obiekt był „źródłem rezerwowo-szczytowym systemu ciepłowniczego miasta”. Wygaszenie produkcji w zakładzie nastąpiło w październiku 2011 roku.

## Teraźniejszość i przyszłość
Elektrociepłownia Szombierki po 1998 roku produkowała ciepło w okresie letnim, gdy prowadzone były remonty w Elektrociepłowni Miechowice, okresach szczytu i w przypadkach awarii, w tym okresie zakład dysponował dwoma kotłami: WR-25 i OR-32, jednym turbozespołem o mocy 8,8MW oraz jednym kotłem ciepłowniczym o mocy 29 MW. ZEC Bytom S.A. sukcesywnie wycofywał produkcje z Szombierek. Dzięki planom spółki związanych z zakładem, kompleks budynków elektrociepłowni stał się sceną przeróżnych wydarzeń kulturalnych. W największej hali „Szombierek” odbyły się m.in.: Międzynarodowa Konferencja Tańca Współczesnego, Gala Mozartowska, Festiwal Teatromania i Festiwal Sztuki Wysokiej. Dzięki imprezom zorganizowanym w zakładzie, ZEC Bytom S.A. 22 listopada 2006 roku otrzymał nagrodę Arts & Business Award w kategorii małe i średnie przedsiębiorstwa.
Z racji wycofywania produkcji z zakładu, pojawił się problem wykorzystania unikatowego na skalę światową kompleksu budynków. ZEC Bytom S.A. planował przekształcić Elektrociepłownię Szombierki w dynamiczne centrum kulturalne połączone z pasażem handlowym, centrum kongresowym, powierzchniami wystawienniczymi oraz średniej klasy hotelem. W tym celu podpisano list intencyjny z Urzędem Miejskim w Bytomiu, na mocy którego miały być poczynione starania o przyznanie funduszy na adaptacje obiektu do nowej funkcji z Regionalnego Programu Operacyjnego Województwa Śląskiego na lata 2007–2013. W tym samym czasie prowadzone były również rozmowy z prywatnymi inwestorami. W 2010 roku EC Szombierki został włączony do Szlaku Zabytków Techniki Województwa Śląskiego, następnie w roku 2011 został przejęty przez fińskie konsorcjum Fortum co spowodowało zamknięcie zakładu i zawieszenie działalności kulturalnej. W styczniu 2013 roku EC Szombierki zostały wpisane do Rejestru Zabytków Województwa Śląskiego pod numerem A/398/13, a w latach 2016 i 2017 zostały przejęte przez spółkę Rezonator, która planuje adaptację Elektrociepłowni na działalność kulturalną. W tym celu został powołany EC Generator jako innowacyjny i wielopoziomowy projekt edukacyjno – kulturalny planowany na lata 2018–2025. Fundacja EC Generator ma na celu połączyć funkcje edukacyjne, kulturalne, muzealne i rozrywkowe na terenie EC Szombierki.
Dnia 10 czerwca 2017 roku można było wejść na teren EC Szombierki w ramach Industriady.